# Promises (canción de Eric Clapton)
«Promises» es una canción del músico británico Eric Clapton, publicada en el álbum de estudio Backless (1978).

## Publicación
La canción fue publicada como sencillo de 7", con el tema «Watch Out for Lucy» como cara B, en septiembre de 1978. Además de en el álbum Backless, «Promises» fue también incluida en varios recopilatorios de la carrera musical de Eric Clapton: Timepieces: The Best of Eric Clapton (1982), Backtrackin' (1984), The Cream of Eric Clapton (1987), Crossroads (1988), The Cream of Clapton (1995) y Complete Clapton (2007). En total, figura en quince álbumes.

## Posición en listas
«Promises» obtuvo un notable éxito en los Estados Unidos al llegar al puesto nueve de la lista Billboard Hot 100, así como al seis en la homóloga Adult Contemporary Chart y al 82 en la lista de sencillos de country. En Canadá, el sencillo alcanzó el puesto siete en la lista nacional de sencillos y el 24 en la lista Adult Contemporary. Además, llegó a la posición 12.º de la lista elaborada por la radio CHUM. En Países Bajos llegó al puesto cuarenta, mientras que en el Reino Unido entró en el puesto 37 de la lista UK Singles Chart. En Noruega, la publicación llegó al primer puesto de la lista Country Singles Chart, creada ese mismo año y eliminada por VG-lista en 1980.
| Lista (1978–1979)                              | Posición |
| ---------------------------------------------- | -------- |
| Australia (ARIA)                               | 26       |
| Canadá (RPM Adult Contemporary )               | 24       |
| Canadá (RPM Top Singles)                       | 7        |
| Estados Unidos (Billboard Adult Contemporary)  | 6        |
| Estados Unidos (Billboard Hot 100)             | 9        |
| Estados Unidos (Billboard Top Country Singles) | 82       |
| Francia (SNEP)                                 | 71       |
| Países Bajos (Dutch Tip 40)                    | 3        |
| Países Bajos (Mega Single Top 100)             | 40       |
| Nueva Zelanda (Recorded Music NZ)              | 35       |
| Noruega (VG-lista)                             | 1        |
| Reino Unido (OCC)                              | 37       |